# Dragomir Milošević
Dragomir Milošević (Murgaš kod Uba, 4. veljače 1942.) je umirovljeni general Vojske Republike Srpske. Osuđen je na 29 godine zatvora za kršenje zakona i običaja ratovanja i zločine protiv čovječnosti tijekom opsade Sarajeva, po pet točaka optužnice, pred Međunarodnim sudom za ratne zločine počinjene na području bivše Jugoslavije.

## Karijera i opsada Sarajeva
Milošević je bio časnik Jugoslavenske narodne armije do 1992. godine. Nakon proglašenja neovisnosti Bosne i Hercegovine i djelomičnog povlačenja JNA iz nje, svibnja 1992, Miloševićeva jedinica postaje Sarajevsko-romanijski korpus koji od tada pripada Vojsci Republike Srpske. 10. kolovoza 1994., Milošević preuzima komandu nad tim korpusom koji broji 10 brigada s oko 18.000 vojnika od Stanislava Galića i ostaje na tom položaju do kraja rata, studenog 1995.
Tijekom opsade Sarajeva, Sarajevsko-romanijski korpus bombardirao je grad i djelovao snajperima po njemu, zbog čega je izginulo više tisuća civila. Pod Miloševićevom komandom, grad je granatiran, civili su ubijani snajperom, a za bombardiranje su korištene i izmijenjene zrakoplovne bombe.
Najgorim pojedinačnim zločinom tijekom opsade, počinjenim tijekom Miloševićevog zapovjedavanja, smatra se bombardiranje pijace Markale u Sarajevu 28. kolovoza 1995. u kojem su poginula 34 civila, a još 78 ih je ranjeno. Iako su srpske vlasti u početku odbijale preuzeti odgovornost za bombardiranje (što je bio slučaj i s prvim bombardiranjem iste pijace, 1994. godine), na suđenju Miloševiću je dokazano da je granata kalibra 120 mm koja je pala na pijacu ispaljena s položaja Vojske Republike Srpske.

## Suđenje
Međunarodni sud za ratne zločine je podigao optužnicu protiv Dragomira Miloševića 24. travnja 1998. Optužnica je proširena 1999. i 2006. godine i sadržala je sedam točaka:
1. terorizam, kršenje zakona i običaja ratovanja;
2. ubojstvo, zločin protiv čovječnosti;
3. nehumana djela, zločin protiv čovečnosti;
4. nezakoniti napad na civile, kršenje zakona i običaja ratovanja;
5. ubojstvo, zločin protiv čovječnosti;
6. nehumana djela, zločin protiv čovječnosti;
7. nezakoniti napad na civile, kršenje zakona i običaja ratovanja.[2]

Milošević se skrivao do 3. prosinca 2004, kada se predao vlastima Srbije koje su ga istog dana izručile Međunarodnom sudu. Četiri dana kasnije, na svom prvom pojavljivanju pred sudom, Milošević se izjasnio da nije kriv ni po jednoj točki optužnice.
Suđenje, kojim je predsjedao sudac Patrick Robinson, počelo je 11. siječnja 2007, a završava 10. listopada 2007. Presuda izrečena 12. prosinca 2007, odbacuje točke 4 i 7, a Milošević je za ostalih pet točaka optužnice osuđen na 33 godine zatvora. Nakon žalbe, kazna mu je smanjena na 29 godina.

## Vanjske poveznice
- Optužnica protiv Stanislava Galića i Dragomira Miloševića
- Presuda Dragomiru Miloševiću